# Sommer-Paralympics 2008/Teilnehmer (Uruguay)
| stlisierte Goldmedaille | stlisierte Silbermedaille | stlisierte Bronzemedaille |
| ----------------------- | ------------------------- | ------------------------- |
| —                       | —                         | —                         |

Uruguay nahm mit drei Sportlern an den Sommer-Paralympics 2008 im chinesischen Peking teil.
Fahnenträger bei der Eröffnungsfeier war der Judoka Henry Borges. Das beste Ergebnis erreichte Alvaro Perez im Marathonlauf der Klasse T12 mit einem 24. Platz.

## Teilnehmer nach Sportarten

### Judo
Männer
- Henry Borges

### Leichtathletik
Männer
- Clicio Barsellios
- Alvaro Perez